# Provincia de Guilán
Guilán (en grafía persa, گیلان, Gīlān) es una de las 31 provincias de Irán, con capital en Rasht, y una población de poco más de 2,4 millones de habitantes en 14.709 km².

## Geografía y clima
La provincia de Guilán se encuentra situada entre los 36° y 38°27′ N de latitud y 48°30′ y 50°30′ E de longitud. Se encuentra en la costa del mar Caspio, justo al oeste de la provincia de Mazandarán, al este de la provincia de Ardebil y al norte de las provincias de Zanyán y Qazvín.
Guilán tiene un clima templado húmedo con gran pluviosidad anual. La ciudad de Rasht que es el centro de la provincia es conocida como la «Ciudad de las Lluvias plateadas» y también como la «Ciudad de la Lluvia» en Irán. La cadena de los montes Alborz proporciona mayor diversidad a la tierra además de las costas del Caspio.
La cantidad de humedad es verdaderamente alta en las épocas templadas del año en Guilán, sin embargo, las costas son más frescas y agradables en la misma época y miles de turistas, nacionales y extranjeros, acuden a la costa a nadar y hacer acampada.
A pesar de la abundante humedad, Guilán es conocida por su clima moderado, suave, parecido al mediterráneo que hace de él un lugar adecuado para fines de semana y pasar una temporada.
Gran parte de la provincia es montañosa, verde y cubierta de bosques. La llanura, que incluye el delta del Safi Rud, junto al Mar Caspio, es similar a la de Mazandarán, principalmente usada para arrozales.
El principal puerto es Bandar-e Anzali (antes Bandar-e Pahlavi). El centro de la provincia es la ciudad de Easht. Otras ciudades de la provincia son Somasará (o Soumahé Sará), Astara, Astané-ye Ashrafiyé, Fumán, Lahiyán, Langrud, Masulé, Manyil, Rudbar, Rudsar y Talesh.
La mayoría de la población habla guilakí, lengua irania noroccidental cercana al persa. La parte septentrional de la provincia forma parte del territorio de los talysh meridionales o iraníes.
La provincia posee su propia televisión y radio.

## Historia

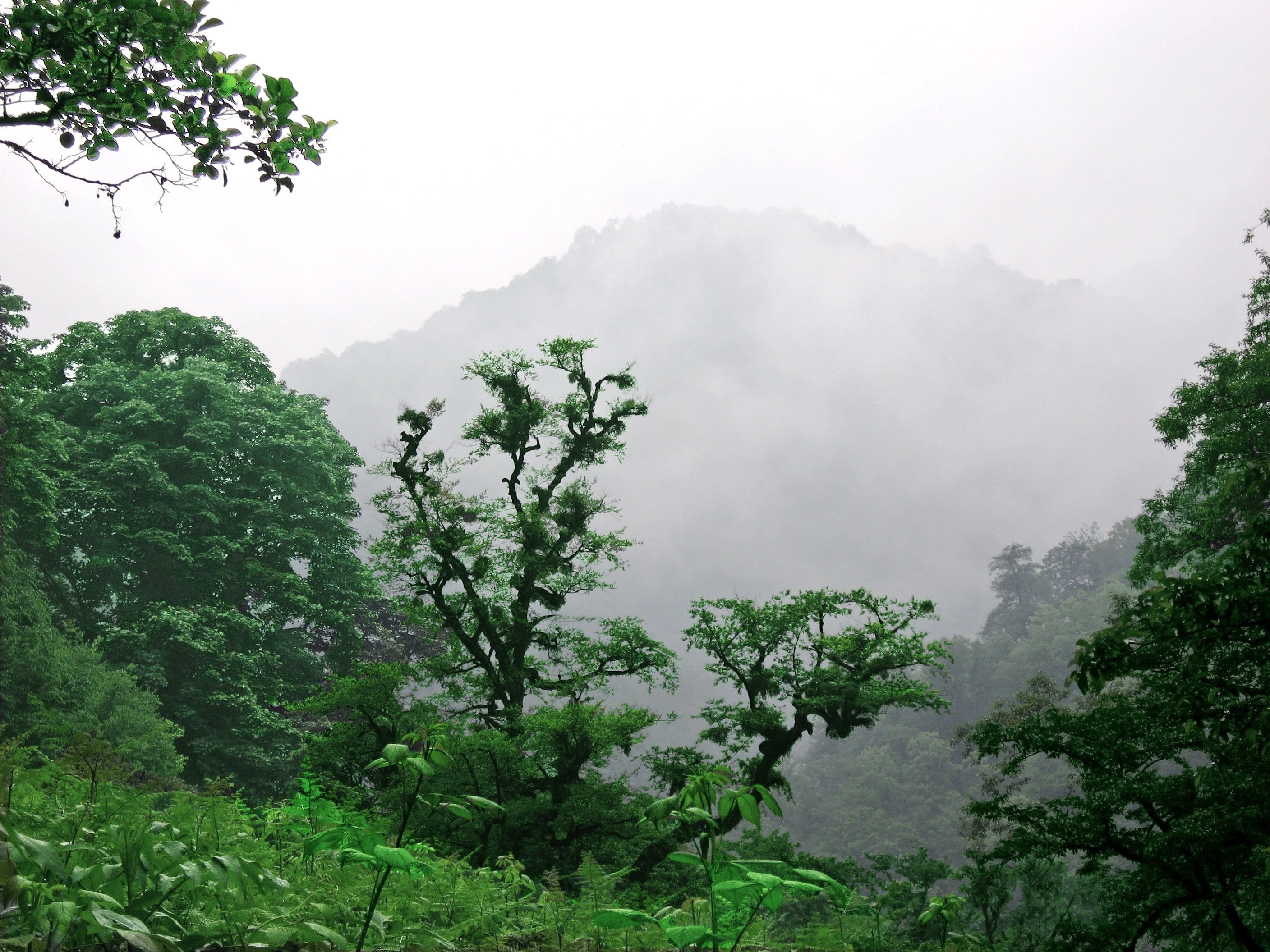
Junglas de Irán, Gilán.

El primer choque documentado entre los señores de la guerra guilaníes y deilamitas y los ejércitos árabes musulmanes invasores se produjo en la batalla de Yalula en el año 647. El comandante deilamita Muta guio un ejército de guilaníes, deilamitas, azeríes y personas de la región de Rayy. Muta murió en batalla y su ejército derrotado consiguió retirarse ordenadamente. Pero esta victoria parece haber sido pírrica para los árabes, pues no persiguieron a sus oponentes. Los árabes musulmanes nunca consiguieron conquistar Guilán. Los guilaníes y deilamitas consiguieron rechazar con éxito todo intento árabe de ocupar su tierra o de que los convirtieran al islam. De hecho, fueron los deilamitas bajo el rey búyida Mu'izz al-Dawlah quienes finalmente controlaron el poder al conquistar Bagdad en 945. Mu'izz al-Dawlah sin embargo, permitió a los califas abasíes permanecer en una cómoda pero cerrada cautividad en su palacio (enlace roto disponible en Internet Archive; véase el historial, la primera versión y la última).. 
En los siglos IX y X, los deilamitas y más tarde los gilekis gradualmente se convirtieron al chiismo zaidita. Debe remarcarse que varios comandantes deilamitas y soldados de fortuna que estuvieron activos en los teatros militares de Irán y Mesopotamia fueron abiertamente zoroastrianos (por ejemplo, Asfar Shiruyeh un señor de la guerra del centro de Irán, y Makan hijo de Kaki el señor de la guerra de Rey) o eran sospechosos de albergar sentimientos pro-zoroastrianos (por ejemplo Mardavich). Las crónicas musulmanas de la invasión varega (Rus, normandos pre-rusos) del litoras caspiano en el siglo IX documentan a los deilamitas como no-musulmanes. Estas crónicas también muestran que los deilamitas eran los únicos guerreros en la región caspiana que podían combatir a los terribles vikingos varegos de igual a igual. En cierto sentido, la infantería deilamita tuvo un papel muy similar al de los reisläufer suizos de la Baja Edad Media en Europa. Los mercenarios deilamitas llegaron a servir en Egipto, la España islámica y en el reino jázaro.
Los búyidas establecieron la más exitosa de las dinastías deilamitas de Irán.
Las invasiones turcas de los siglos X y XI, que vieron la toma del poder por las dinastías gaznaví y selyúcida, pusieron fin a los estados deilamitas en Irán. Desde el siglo XI al auge de los safavíes, Gilán estuvo gobernada por gobernantes locales que pagaban tributo al poder dominante al sur de la cadena de los Elburz, pero que regían independientemente.
Antes de la introducción de la producción de seda en esta región (en fecha desconocida, pero definitivamente un pilar de la economía en el siglo XV), Gilán era una provincia pobre. No había rutas de comercio permanentes que unieran Gilán con Persia. Había un pequeño comercio de pescado ahumado y productos madereros. Parece que la ciudad de Qazvín fue inicialmente una ciudad-fortaleza contra las bandas de deilamitas, otro signo de que la economía de la provincia no era suficientemente productiva. Todo cambió al introducir el gusano de seda en algún momento de la Baja Edad Media.
El emperador safávida Abás el Grande acabó con el gobierno de Kía Ajmad Kan, el último gobernante semiindependiente de Gilán, y se anexionó la provincia directamente a su imperio. Desde este momento de la historia en adelante, los gobernantes de Gilán fueron los nombrados por el sah de Persia.
Gilán fue un gran productor de seda desde el siglo XV. Como resultado, fue una de las provincias más ricas de Irán. La anexión por los safávidas en el siglo XVI estuvo al menos parcialmente motivada por esta corriente de ingresos. El comercio de la seda, aunque no la producción, era un monopolio de la Corona y la más importante fuente de ingresos comerciales de la tesorería imperial.
El imperio safaví se debilitó a finales del siglo XVII. A principios del XVIII, el anteriormente poderoso imperio safávida estaba enredado en la guerra civil. Pedro I el Grande de Rusia envió una fuerza expedicionaria que ocupó Gilán durante un año (1722-1723).
Los kayares establecieron un gobierno central en Persia (Irán) a finales del siglo XVIII. Perdieron una serie de guerras con Rusia (Guerras Ruso-Persas 1804-1813 y 1826-28), lo que dio como resultado una enorme ganancia de influencia del Imperio ruso en la región caspiana. Las ciudades gilekis de Rasht y Anzali fueron ocupadas por fuerzas rusas. Anzali sirvió como el principal puerto comercial entre Irán y Europa.
Ya en el siglo XVI y hasta mediados del siglo XIX, Gilán fue el principal exportador de seda de Asia. El sah concedió este comercio a comerciantes griegos y armenios, y recibiría un porcentajes en los resultados.
A mediados del XIX, una fatal epidemia en los gusanos de seda paralizó la economía de Gilán, con amplia perturbación económica. Los industriales y comerciantes de Gilán estaban cada vez más insatisfechos con el gobierno débil y poco efectivo de los Kayares. La reorientación de la agricultura de Gilán y su industria, de la seda al arroz y la introducción de plantaciones de té fueron una respuesta parcial al declive de la seda en la provincia.
Después de la Primera Guerra Mundial, Gilán tuvo un gobierno independiente de Teherán y creció la preocupación ante la posibilidad de que la provincia pudiera permanentemente separarse en algún momento. Antes de la guerra los guilaníes habían tenido un papel importancia en la Revolución Constitucional de Irán. El Sepahdar Tonekaboní (Rashtí) fue una prominente figura en los primeros años de la revolución y fue decisivo para derrotar a Mohammad Alí Shah Qayar. En años posteriores (finales de los años 1910), muchos gilekis se unieron bajo el liderazgo de Mirzá Kuchak Jan Yangalí. Mirzá Kuchak Jan se convirtió en el más destacado líder revolucionario en Irán septentrional en este período. Su movimiento, conocido como los yangalíes (forestales), había enviado una brigada armada a Teherán que ayudó a deponer al gobernante Kayar Mohammad Alí Shah. Sin embargo, la revolución no progresó de la manera en que los constitucionalistas pretendían, e Irán se enfrentó a gran desorden interno e intervención extranjera, particularmente por el Imperio ruso y el Británico.
La contribución de Gilán al movimiento de Mirzá Kuchak Jan está glorificado en la historia iraní y aseguró efectivamente Gilán y Mazandarán frente a invasiones extranjeras. Sin embargo, en 1920 las fuerzas británicas invadieron Bandar-e Anzali mientras que los bolcheviques las perseguían. En medio del conflicto entre Gran Bretaña y Rusia, los Yangalis entraron en alianza con los bolcheviques contra los británicos. Esto culminó en el establecimiento de la República Socialista Soviética de Persia (comúnmente conocida como la República Socialista de Gilán) que duró hasta desde junio de 1920 hasta septiembre de 1921. en febrero de 1921 los soviéticos retiraron su apoyo al movimiento Yangali de Gilán y firmaron el Tratado de amistad Irano-soviético con el gobierno central de Teherán. Los yangalis continuaron luchando contra el gobierno central el resto de ese año hasta su derrota final en septiembre cuando el control de Gilán regresó a Teherán.
En mayo de 1990 grandes partes de la provincia resultaron destruidas por un fuerte terremoto, en el que murieron alrededor de 45.000 personas. Abbas Kiarostami hizo sus famosas películas Zendegi va digar hich ("La vida continúa" o "La vida y nada más...") y A través de los olivos basándose en este acontecimiento.

## Divisiones administrativas
| Mapa | Abreviatura en mapa | Municipio (Shahrestan) |
| ---- | ------------------- | ---------------------- |
|      |                     |                        |
| A    | Astara              |                        |
| AA   | Astané Ashrafiyé    |                        |
| BA   | Bandar-e Anzali     |                        |
| F    | Fumán               |                        |
| H    | Hashtpar            |                        |
| Lh   | Lahiyán             |                        |
| Lr   | Langarud            |                        |
| R    | Rasht               |                        |
| Rs   | Rudsar              |                        |
| Rb   | Rudbar              |                        |
| S    | Someé Sará          |                        |
| Sh   | Shaft               |                        |

## Personas destacadas
- Abdul Qadri Jilani, escritor (1077-1166)
- Listado de personas de Guilán. Wikipedia en inglés